# إريك رودس
إريك رودس (بالإنجليزية: Erik Rhodes)‏ (10 فبراير 1906 - 17 فبراير 1990)، هو مغني وممثل أمريكي، اشتهر بظهوره في فيلمي القبعة العلوية ومطلقة غاي.

## وفاته
توفي رودس بسبب التهاب رئوي [بحاجة لمصدر] في دار لرعاية المسنين في أوكلاهوما سيتي يوم 17 فبراير 1990، في سن 84.  ودفن مع زوجته في مقبرة إل رينو في إل رينو، أوكلاهوما .

## روابط خارجية
- إريك رودس على موقع IMDb (الإنجليزية)
- إريك رودس على موقع ميوزك برينز (الإنجليزية)
- إريك رودس على موقع تيرنر كلاسيك موفيز (الإنجليزية)
- إريك رودس على موقع أول موفي (الإنجليزية)
- إريك رودس على موقع قاعدة بيانات برودواي على الإنترنت (الإنجليزية)
- إريك رودس على موقع قاعدة بيانات الأفلام السويدية (السويدية)
- إريك رودس على موقع إن إن دي بي (الإنجليزية)
- إريك رودس على موقع ديسكوغز (الإنجليزية)
- إريك رودس على موقع قاعدة بيانات الفيلم (الإنجليزية)

 استرجع في 2009-01-24 تم استرجاعه في 2009-01-24
- Erik Rhodes على موقع فايند أغريف
- أوراق إريك رودس ، 1923-1979 (الجزء الأكبر 1950-1960) ، التي عقدتها شعبة مسرح بيلي روز ، مكتبة نيويورك العامة للفنون المسرحية